# グレートウォール
グレートウォール（The Great Wall）は、宇宙の中でこれまでに知られている最も大きな構造の一つである。グレートウォールは地球から約2億光年離れた位置にあり、5億光年以上の長さと約3億光年の幅を持つ、膨大な数の銀河からなる「壁」である。「壁」の厚さは約1500万光年しかない。1989年にハーバード・スミソニアン天体物理学センターのマーガレット・ゲラーとジョン・ハクラらによる銀河の赤方偏移サーベイ観測（CfA赤方偏移サーベイ）によって発見され、中国の万里の長城（英語では The Great Wall of China）にちなんでこの名が付けられた。
このグレートウォールがどこまで続いているかは明らかになっていない。我々の銀河系のガスや塵が遠方の銀河からの光を遮るため、銀河面に重なっている部分については銀河の分布を観測することができないためである。
グレートウォールの起源については、現在の仮説ではフィラメント状に分布する暗黒物質(ダークマター)の濃い部分に沿って銀河が存在するためにこのような構造ができたものと考えられている。宇宙で最も大きなスケールでは、構造形成を支配するのはこのような暗黒物質である。暗黒物質は重力によって通常の物質（バリオン）を引き寄せるため、この通常物質でできた天体が長くて薄い超銀河団の壁を形作っているのを見ることになる。
なお、現在では CfA サーベイよりも遠方の銀河を調べるさらに大規模なサーベイ観測プロジェクトがいくつか行われ、その結果同様のフィラメント構造が数多く発見されているため、ゲラーとハクラが発見した構造以外についても一般名詞的にグレートウォールと呼ぶことがある（その場合、ゲラーとハクラが発見した構造は「CfA2グレートウォール」などと呼ぶ）。